# Сентяпино
Сентяпино — село в Белинском районе Пензенской области России, входит в состав Студенского сельсовета.

## География
Село расположено в 2 км на юго-запад от центра поселения села Студенка и в 26 км на запад от райцентра города Белинский.

## История
Основано на старинной вотчине бояр Нарышкиных (вероятно, Льва Кирилловича) их крепостными Сидором, Артемом и Федором Куприяновичами Шиндяпиными, переселенными из цнинского с. Носянского, на Тамбовском тракте. В 1706 г. – Богородское, Шиндяпино тож. В 1732 г. – село Богоявленское, Шиндяпино тож, капитана флота Ивана Львовича Нарышкина (Холмогоровы, с. 239). С 1780 г. входило в состав Чембарского уезда. В середине 19 века в селе находилась почтовая станция. В 1877 г. – в составе Студенской волости, 142 двора, деревянная Богоявленская церковь (построена в 1744, перестроена в 1867 гг.), почтовая станция. В 1896 г. – 213 дворов, земская церковноприходская школа, трактир, при селе хутор Уваровых – 1 двор (18 муж. и 9 жен.), их же 2 караулки (14 жит.). В 1911 г. – село Студенецкой волости Чембарского уезда Пензенской губернии, одна крестьянская община, 259 дворов, церковь, церковноприходская школа, ветряная мельница, кузница, 2 лавки. 
C 1928 г. — в составе Студенского сельсовета Поимского района Пензенского округа Средне-Волжской области. C 1939 г. — в составе Пензенской области. В 1955 г. – в составе Студенского сельсовета Поимского района, колхоз имени Димитрова. С 1959 года — в составе Белинского района. 

## Население
| 1864 | 1877 | 1897  | 1911  | 1926  | 1939  | 1959  |
| ---- | ---- | ----- | ----- | ----- | ----- | ----- |
| 725  | ↗930 | ↗1198 | ↗1551 | ↗1607 | ↘1499 | ↘1125 |
| 1979 | 1989 | 1996  | 2002  | 2010  |       |       |
| ↘556 | ↘353 | ↗370  | ↘276  | ↘218  |       |       |